# Charles Curtis

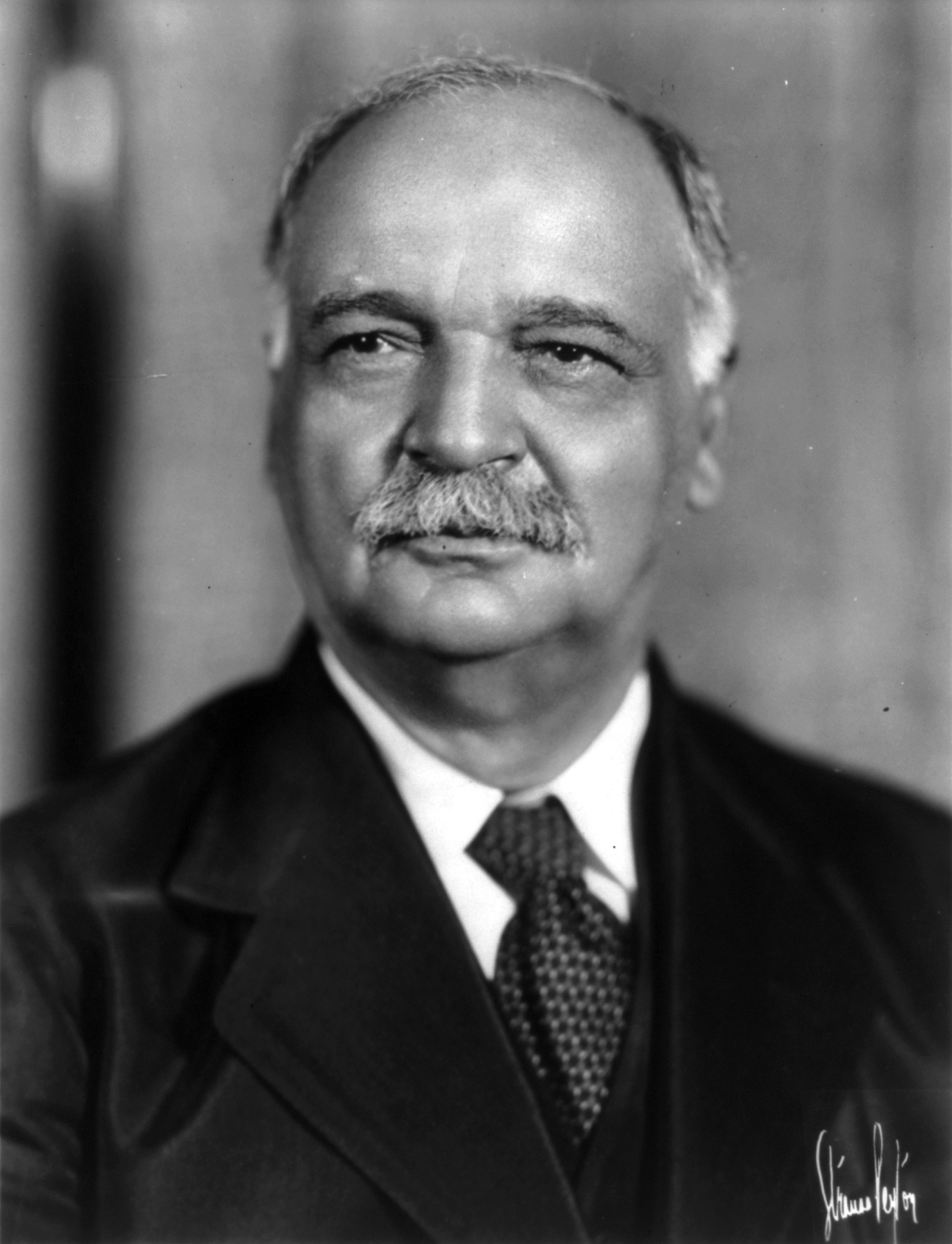
Charles Curtis

Charles Curtis (* 25. Januar 1860 in Topeka, Kansas; † 8. Februar 1936 in Washington, D.C.) war ein US-amerikanischer Politiker der Republikanischen Partei und von 1929 bis 1933 der 31. Vizepräsident der Vereinigten Staaten.
Seine Mutter entstammte dem Volk der Kansa. Curtis war der erste – und der bisher einzige – indianischstämmige Politiker, dem es gelang, derart hohe politische Ämter einzunehmen.
Curtis studierte die Rechtswissenschaften und war als Anwalt in Topeka tätig. Von 1885 bis 1889 war er Staatsanwalt im Shawnee County. Von 1893 bis 1907 gehörte er als Abgeordneter dem US-Repräsentantenhaus an. Am 23. Januar 1907 wurde er als Nachfolger des zurückgetretenen Joseph R. Burton zum US-Senator gewählt – als erster indianisch-stämmiger Politiker. Zeitweise bekleidete er im Senat auch das Amt des Präsidenten pro tempore. Nach einer gescheiterten Wiederwahl schied er 1913 zunächst aus dem Amt, wurde aber 1915 erneut Senator und 1920 und 1926 erfolgreich wiedergewählt.
Bei der Präsidentschaftswahl 1928 errang er als Running Mate an der Seite von Herbert Hoover einen hohen Sieg gegen die Demokraten Al Smith und Joseph Taylor Robinson, woraufhin er 1929 vom Senat in das Amt des Vizepräsidenten wechselte. Die Niederlage bei der Präsidentschaftswahl 1932 beendete auch Curtis’ politische Karriere, der am 8. Februar 1936 im Alter von 76 Jahren nach einem Herzinfarkt starb.
Im Jahre 1932 eröffnete Curtis die Olympischen Sommerspiele von Los Angeles.
Curtis war der Autor des Curtis Act von 1898, welcher den Indianerstämmen im Indianerterritorium 90 Millionen Acre nahm und die Stammesregierungen ihre Autonomie kostete. Der Curtis Act ermöglichte die Besiedlung von Oklahoma durch Nicht-Stammesmitglieder. Curtis glaubte an individuellen Landbesitz und war ein Gegner von Land im Besitz der Stämme. Er glaubte, dass nur eine Anpassung der Stämme an die westlichen Ideale den Fortbestand der Indianer garantieren könne. Stammesregierungen waren in seinen Augen hinderlich für den Fortschritt der Indianer. Das Gesetz führte zur Auflösung der Cherokee Nation. Curtis selbst war aber unglücklich über das Gesetz, da es durch mehrere Revisionen ging und mit seinem ursprünglichen Entwurf wenig gemeinsam hatte.